# Estación Central de Buenos Aires

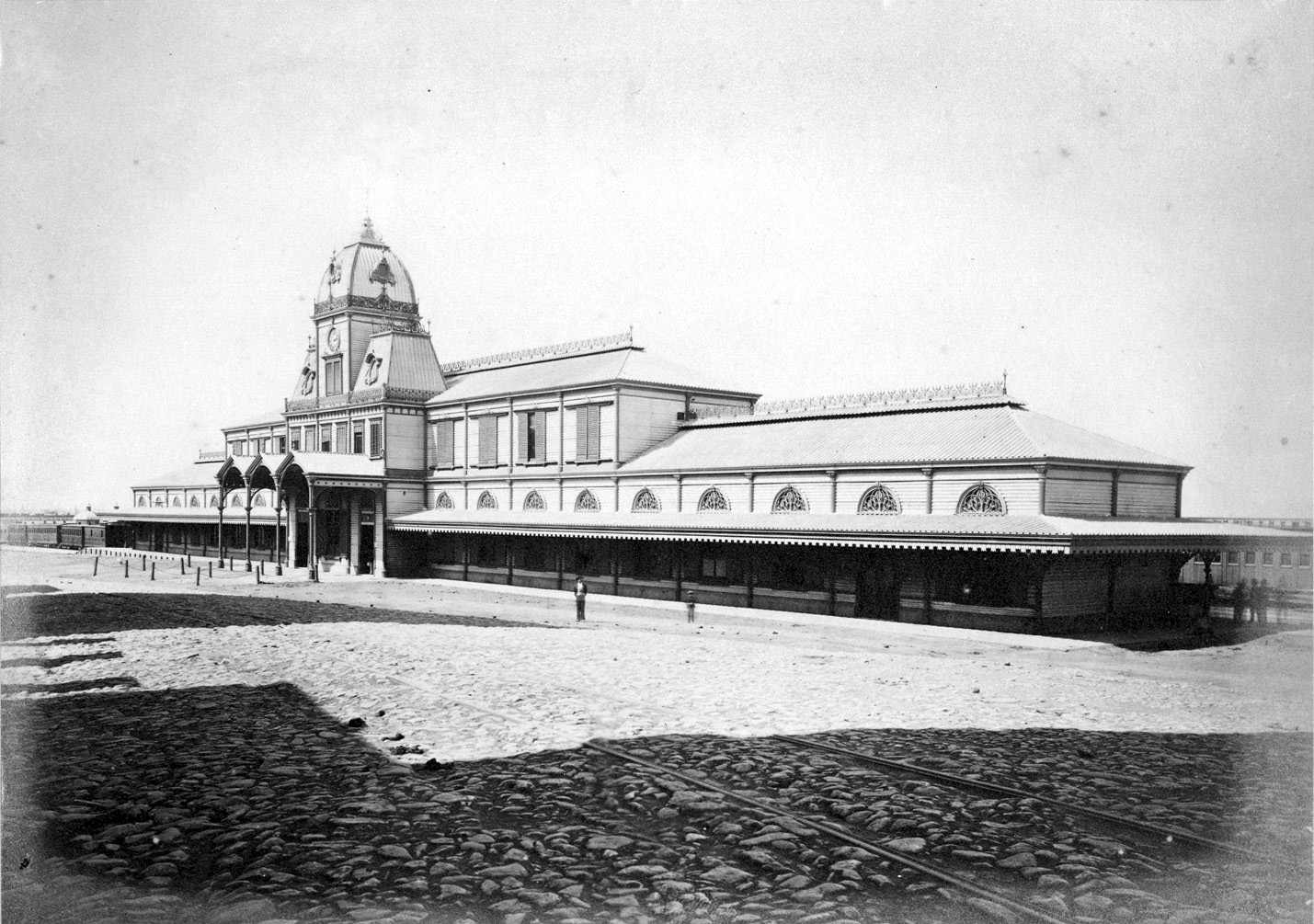
Fachada del edificio prefabricado, fotografía de Christiano Junior (1876).

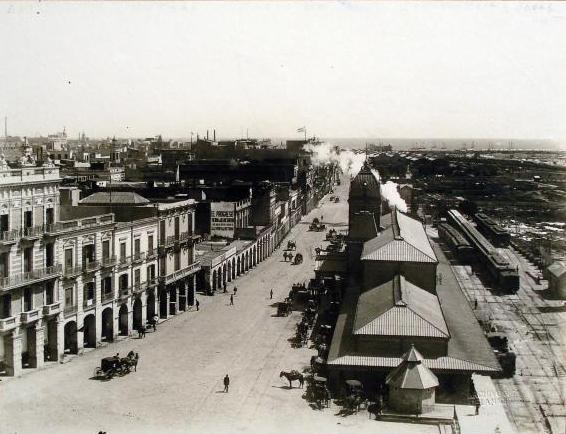
Paseo de Julio (actual avenida Leandro N. Alem) y estación central.

La Estación Central fue una estación ferroviaria que estuvo operativa entre 1872 y 1897 junto a la actual Casa Rosada en la ciudad de Buenos Aires, Argentina. Era un edificio prefabricado de madera, importado completamente de Gran Bretaña, con una mansarda y cúpula de pizarra adornando una pequeña torre con un reloj.

## Historia
El 12 de agosto de 1872 todas las empresas ferroviarias celebraron un convenio para el uso común de la estación central, que hasta ese momento era propiedad del Ferrocarril Buenos Aires al Puerto de la Ensenada (FCBAPE).
La estación central tenía una plataforma sobre la línea principal y otras dos correspondientes a dos vías muertas. Tenía dos confiterías y dos salas de señoras.
Los trenes entraban desde el sur por un viaducto con altas columnas de hierro, que empezaba en la estación Casa Amarilla y terminaba en la calle Victoria (actualmente Hipólito Yrigoyen). Sobre dicho viaducto se construyó años más tarde la avenida Paseo Colón.
Para acceder a la estación central, el Ferrocarril del Sud construyó e inauguró el 1 de octubre de 1872 un pequeño ramal de empalme desde la estación Barracas (actual estación Hipólito Yrigoyen) a la estación Tres Esquinas del Ferrocarril de la Boca y Ensenada.
Cuando se habilitó la estación central, las vías se encontraban junto al Río de la Plata. En el extremo sur de la estación se hallaba la Aduana de Taylor con su muelle para cargas. En el extremo norte se encontraba el ingreso al muelle para pasajeros. Con la construcción del Puerto Madero en la década de 1890, dichas vías impedían el acceso a las tierras ganadas al río, por lo que comenzó una oposición creciente al tránsito ferroviario por el centro porteño.

## Desmantelamiento
El 14 de febrero de 1897 la estación sufrió un incendio que la destruyó por completo. El edificio comenzó a arder a las 19:25 y en dos horas sólo quedaban escombros y cenizas. Al día siguiente la empresa FCBAPE construyó allí unas casillas de madera para instalar las boleterías y el despacho del jefe. La intendencia municipal las retiró con ayuda de la fuerza pública.
Las empresas Ferrocarril Buenos Aires a Rosario, Ferrocarril Central Argentino y Ferrocarril Buenos Aires al Pacífico se instalaron en Retiro luego de que el gobierno municipal los echara. El FCBAPE puso como cabecera de su línea la estación Venezuela, pero en poco tiempo se retiró a Casa Amarilla.
El 19 de marzo el gobierno nacional ordenó el levantamiento de las vías desde la estación Casa Amarilla a Retiro, impidiendo la reconstrucción de la estación. Finalmente el 1 de junio la Dirección de Ferrocarriles clausuró estas vías.
Durante la década de 1890 hubo planes del gobierno nacional de trasladar la estación central al interior del Puerto Madero, pero esto nunca se concretó.